# Австрія на зимових Олімпійських іграх 1960
Австрія на зимових Олімпійських іграх 1960 була представлена 26 спортсменами у 5 видах спорту.

## Медалісти
| Медаль | Спортсмен        | Вид                 | Дисципліна          |
| ------ | ---------------- | ------------------- | ------------------- |
| Золото | Ернст Гінтерзеєр | гірськолижний спорт | слалом              |
| Срібло | Пепі Штіглер     | гірськолижний спорт | гігантський слалом  |
| Срібло | Гіас Лайтнер     | гірськолижний спорт | слалом              |
| Бронза | Ернст Гінтерзеєр | гірськолижний спорт | гігантський слалом  |
| Бронза | Траудль Гехер    | гірськолижний спорт | швидкісний спуск    |
| Бронза | Отто Леодольтер  | стрибки з трампіна  | нормальний трамплін |